# Fermentation Family
Fermentation Family (en hangul, 발효가족커; en hanja, 醱酵家族) también conocida en español como La Familia Kimchi, es una serie de televisión surcoreana emitida originalmente entre 2011-2012 y protagonizada por Song Il Gook, Park Jin-hee, Lee Min Young y Choi Jae Sung.
Fue emitida por la cadena de cable JTBC desde el 7 de diciembre de 2011 hasta el 23 de febrero de 2012, con una longitud de 24 episodios emitidos cada miércoles y jueves a las 20:45 (KST).

## Argumento
Las hermanas Lee Kang San (Park Jin Hee) y Lee Woo Joo (Lee Min Young) de pronto deben hacerse cargo del funcionamiento del restaurante tradicional de Kimchi Chunjiin, propiedad de la familia después que su padre las deja sin previo aviso.
Las hermanas deben mantener el restaurante por su cuenta y consiguen un poco de ayuda de un hombre atormentado, Ki Ho Tae (Song Il Gook), que se presenta en el restaurante en busca de su pasado perdido. Ho Tae es un huérfano que creció hasta convertirse en un miembro de una pandilla, pero decide comenzar una nueva vida como trabajador en Chunjiin, donde descubre las ventajas de tener un excelente paladar. Junto con los otros empleados del restaurante, los clientes de toda la vida y un círculo cada vez mayor de amigos, trabajan hacia sus metas individuales, mientras se encuentran en  la búsqueda de la calidez de familia a través de su distribución de alimentos y el apoyo mutuo.

## Reparto

### Principal
- Song Il Gook como Ki Ho Tae.
- Park Jin Hee como Lee Kang San.
- Lee Min Young como Lee Woo Joo.

### Secundario
- Choi Jae Sung como Kang Do Shik.
- Kang Shin Il como Lee Ki Chan.
- Kim Young-hoon como Oh Hae-joon.
- Yoon Hee Soo como Na Eun Bi.
- Lee Dae Geun como Elder Seol.
- Kim Byeong Chun como Han Pyung Man.
- Lee Il Hwa como Jung Geum Joo.
- Lee Kan Hee como Madre de Kang San.
- Choi Yong Min como Oh Myung Chul.
- Jung Ae Ri como Jung Hyun Sook.
- Choi Deok-moon como Jo Dae-shik.
- Kim Sang Hoon como Kim Dong Soo.
- Jo Jae Wan como Park Hyun Soo.
- Oh Yong como Jo Mi Nam.
- Kim Ki Bok como Detective.
- Lee A Rin como Bo Yo.
- Hwang Young-hee como So-jung.
- Cho Yeon Woo como Choi Yong Bin.
- Kim Ha Eun como Ji Hyun.
- Shin Hyun Tak como Sung Jin.
- Kim Bo Mi como Hye Young.
- Shin Hyun Bin como Yukie.
- Choi Jae Sup como Yoo Jung Ho.
- Kim Kyu Chul como Jung Sung Min.
- Cha Hyun Woo.
- Kim Ga Eun.

## Audiencia
| Ep. #    | Fecha                   | Cuota de audiencia | Cuota de audiencia |
| Ep. #    | Fecha                   | AGB Nielsen        |                    |
| -------- | ----------------------- | ------------------ | ------------------ |
| 1        | 7 de diciembre de 2011  | 1.563 %            |                    |
| 2        | 8 de diciembre de 2011  | 0.678 %            |                    |
| 3        | 14 de diciembre de 2011 | 1.222 %            |                    |
| 4        | 15 de diciembre de 2011 | 0.796 %            |                    |
| 5        | 21 de diciembre de 2011 | 1.062 %            |                    |
| 6        | 22 de diciembre de 2011 | 0.803 %            |                    |
| 7        | 28 de diciembre de 2011 | 0.952 %            |                    |
| 8        | 29 de diciembre de 2011 | 1.154 %            |                    |
| 9        | 4 de enero de 2012      | 1.076 %            |                    |
| 10       | 5 de enero de 2012      | 0.779 %            |                    |
| 11       | 11 de enero de 2012     | 0.667 %            |                    |
| 12       | 12 de enero de 2012     | 0.531 %            |                    |
| 13       | 18 de enero de 2012     | 0.705 %            |                    |
| 14       | 19 de enero de 2012     | 0.642 %            |                    |
| 15       | 25 de enero de 2012     | 0.820 %            |                    |
| 16       | 26 de enero de 2012     | 0.811 %            |                    |
| 17       | 1 de febrero de 2012    | 0.877 %            |                    |
| 18       | 2 de febrero de 2012    | 0.984 %            |                    |
| 19       | 8 de febrero de 2012    | 1.005 %            |                    |
| 20       | 9 de febrero de 2012    | 1.061 %            |                    |
| 21       | 15 de febrero de 2012   | 0.842 %            |                    |
| 22       | 16 de febrero de 2012   | 0.799 %            |                    |
| 23       | 22 de febrero de 2012   | 0.612 %            |                    |
| 24       | 23 de febrero de 2012   | 0.694 %            |                    |
| Promedio | Promedio                | 0.881 %            |                    |

## Emisión internacional
- Alemania: KLIKSAT.[5]
- Estados Unidos: TVK.
- Filipinas: TV5.
- Hong Kong: TVB Japanese (2012) y HD Jade (2012).
- Irán: Namayesh TV (2015).
- Japón: TV Asahi.
- Taiwán: EETV (2013).